# Mala Babina Gora
Mala Babina Gora is een plaats in de gemeente Đulovac in de Kroatische provincie Bjelovar-Bilogora. De plaats telt 42 inwoners (2001).